# Hadena tristis
Hadena tristis là một loài bướm đêm trong họ Noctuidae.